# JOE (企業)
株式会社JOE（ジェイオーイー、英: Japan Office Engineering Corporation）は、東京都江東区に本社を置く、人事給与専門のITベンダー及びアウトソーサー。
三井住友銀行グループ及びDaigasグループのさくら情報システムが100%出資する企業。

## 概要
さくら情報システム同様、旧さくら銀行のマークを今でも使用している、数少ない企業のひとつである。
歴史は1969年に住友銀行から分離独立した日本情報サービス（現在の日本総合研究所）でのアウトソーシング事業開始に遡る。
2011年に親会社が日本総合研究所からさくら情報システムへと変わり、現社名に変更。現在はさくら情報システムグループの一員である。

## 沿革
- 1969年（昭和44年）2月 - 日本情報サービス株式会社が給与計算アウトソーシング業務のサービス開始。
- 1980年（昭和55年）7月 - 株式会社ジェイス建築コンサルタントとして創立。
- 1995年（平成7年）4月 - 人事／総務業務のアウトソーシングを目的に、株式会社ジェイスビジネスサービスに社名変更（設立）。
- 1996年（平成8年）7月 - 株式会社日本総研オフィスエンジニアリングに社名変更。
- 2011年（平成23年）7月 - さくら情報システムの100%子会社となり、社名を株式会社JOEに変更[3]。
- 2020年（令和2年）
  - 8月 - 英文商号をそれまでの「JOE Corporation」から「Japan Office Engineering Corporation」に変更[4]。
  - 10月 - 東北地方の拠点として仙台BPOセンターを開設[5]。

## サービス
- 勤務管理システム「JOE就業」 - 2011年11月提供開始[6]
- 人財管理システム「Generalist」 - 2012年7月提供開始[6]
- マイナンバー管理システム「JOEマイナ」 -  2015年10月提供開始[6]
- 年末調整申告システム「JOE Web年調」 - 2017年7月提供開始[6]

## 事業所
- 本社 - 東京都江東区東陽2丁目4番18号 UUR東陽町ビル
- 大阪支店 - 大阪府大阪市西区土佐堀2-2-4 土佐堀ダイビル
- 仙台BPOセンター - 宮城県仙台市青葉区本町2-10-28 カメイ仙台グリーンシティ8F

## 親会社・関連会社
- さくら情報システム
- 三井住友フィナンシャルグループ
- 三井住友銀行
- 大阪ガス
- オージス総研